# أنتون رافاييل مينغز
أنتون رافاييل مينغز (بالألمانية: Anton Raphael Mengs) هو رسام ألماني من ساكسونيا ولد في الثاني والعشرين من مارس سنة 1728 وتوفي في التاسع والعشرين من يونيو سنة 1779.
كان أنتون رافاييل مينغز نشيطاً في عدة مدن منها دريسدن وروما ومدريد، وكان من أتباع مدرسة روكوكو الفنية أواسط القرن الثامن عشر.

## روابط خارجية
- أنتون رافاييل مينغز على موقع الموسوعة البريطانية (الإنجليزية)
- أنتون رافاييل مينغز على موقع ميوزك برينز (الإنجليزية)